# Rodrigo García (đạo diễn)
Rodrigo García Barcha (sinh ngày 24 tháng 8 năm 1959) là một đạo diễn điện ảnh và truyền hình và nhà biên kịch người Colombia.

## Sự nghiệp đạo diễn
- The Sopranos (loạt phim truyền hình)
  - episode 5.04 "All Happy Families..."
- Things You Can Tell Just by Looking at Her (2000)
- Ten Tiny Love Stories (2001)
- Six Feet Under
  - "The Room"
  - "A Private Life"
  - "In the Game"
  - "Perfect Circles"
  - "A Coat of White Primer"
- Boomtown (loạt phim truyền hình)
  - episode "Monster Brawl"
- Carnivàle (loạt phim truyền hình)
  - episode 1.01 "Milfay" (chương trình thử nghiệm; 2003)
  - episode 1.03 "Tipton"
  - episode 1.06 "Pick a Number
  - episode 1.12 "The Day That Was the Day"
  - episode 2.09 "Lincoln Highway"
- Fathers and Sons (2004)
- Nine Lives (2005)
- Big Love (loạt phim truyền hình)
  - "Pilot" (2006)
- Six Degrees (loạt phim truyền hình)
  - "Pilot"
- In Treatment (loạt phim truyền hình)
- Passengers (2008)
- Mother and Child (2010), Giải Grand prix du jury tại Liên hoan phim Mỹ Deauville 2010
- Albert Nobbs (2011)
- Delirium (chương trình truyền hình thử nghiệm)[2] (2013)
- Last Days in the Desert (2015)